# USS Kraké
USS Kraké, voluit Union Sportive Seme Kraké, is een Beninese voetbalclub uit de hoofdstad Porto-Novo.